# Aachener Grund

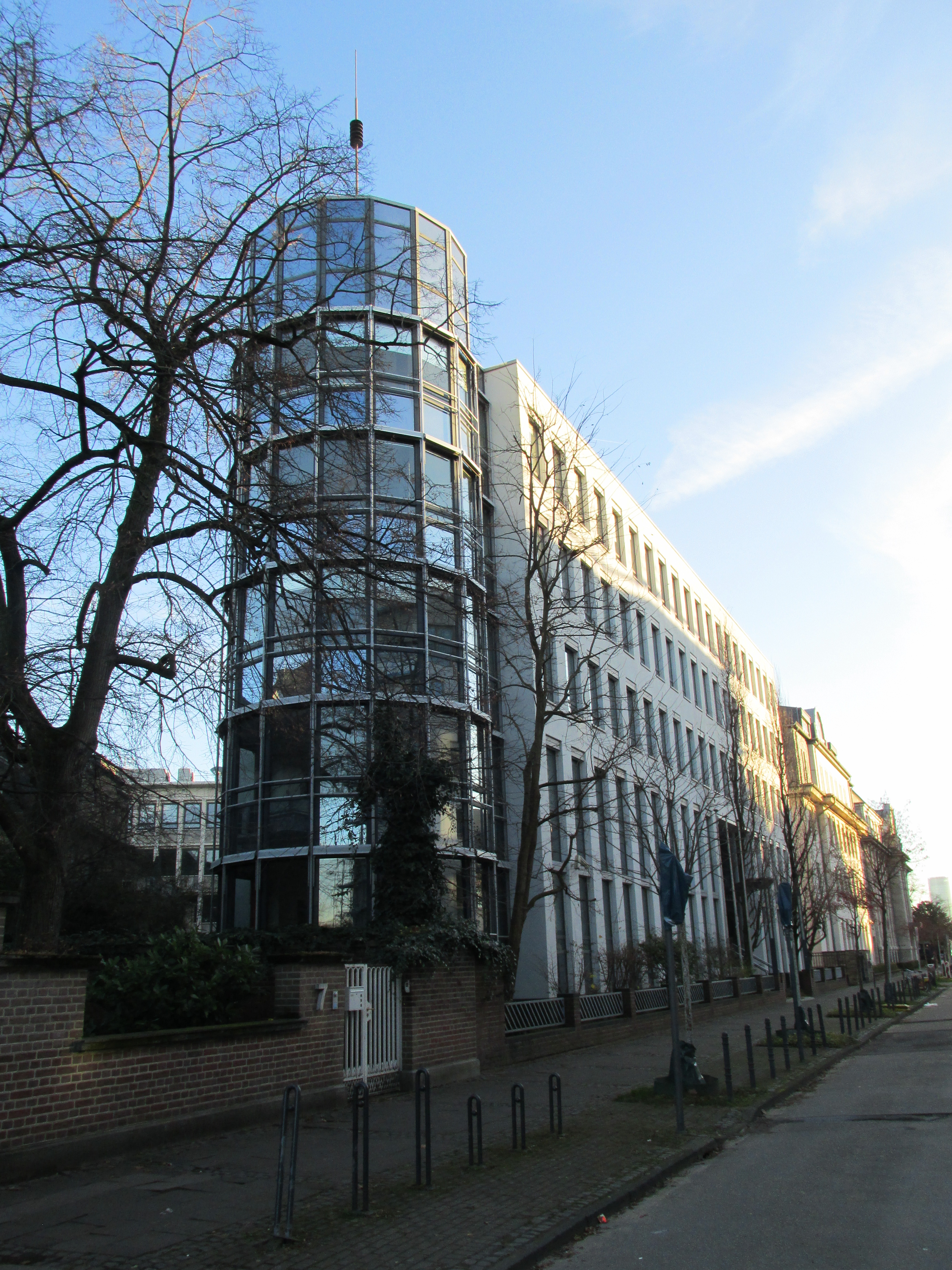

Die Aachener Grundvermögen Kapitalverwaltungsgesellschaft mbH (kurz: Aachener Grundvermögen) wurde am 12. März 1973 gegründet, um ausschließlich katholischen Vermögensträgern in Deutschland die Möglichkeit der indirekten Anlage in Immobilien zu bieten. Heute ist sie kirchenübergreifend institutionellen Anlegern aus dem Bereich der Kirche in Deutschland, gemeinnützigen Stiftungen in Deutschland und anderen institutionellen Vermögensträgern, überwiegend aus dem Bereich des Sozialkapitals, geöffnet. Aachener Grund ist keine offizielle Abkürzung für die Aachener Grundvermögen Kapitalverwaltungsgesellschaft mbH, wird in der Öffentlichkeit und den Medien jedoch oft verwendet.
Sie ist als Fondsgesellschaft eine hundertprozentige Tochter der Aachener Siedlungs- und Wohnungsgesellschaft (ASW). Die Muttergesellschaft ist im Besitz der unten aufgeführten Bistümer. Somit ist die Aachener Grundvermögen indirekt im kirchlichen Besitz.
Geschäftsführer seit 2002 ist der promovierte Jurist Frank Wenzel.

## Geschichte und Entwicklung
Bei der Gründung war der Geschäftszweck, über den damals neu aufgelegten Aachener Grund-Fonds Nr. 1 ausschließlich katholischen Vermögensträgern in Deutschland die Möglichkeit der indirekten Anlage in Immobilien zu bieten. Weitere Spezialsondervermögen und mit dem Aachener Spar- und Stiftungs-Fonds (Auflegung im Jahr 2011) auch ein weiterer Publikumsfonds wurden aufgelegt, der sich speziell an kirchliche, bürgerliche und gemeinnützige Stiftungen in Deutschland richtet. Am 1. April 2022 wurde mit dem Aachener WohnImmo-Fonds der dritte Publikums-Fonds aufgelegt. Das Artikel 8Plus-Produkt im Sinne der Verordnung (EU) 2020/852 (Taxonomieverordnung) richtet sich an gemeinnützige institutionelle Anleger aus dem Bereich der katholischen und evangelischen Kirche in Deutschland sowie gemeinnützige Stiftungen aus dem kirchlichen oder bürgerlichen Bereich.
Seit 2003 werden Fonds auch für nicht-kirchliche, institutionelle Anleger aufgelegt, die überwiegend Sozialkapital angelegt haben. Private Personen können Anteile an den Investment-Fonds der Aachener Grundvermögen nicht erwerben.
Die Aachener Grund konnte seit 2006 den Wert ihrer verwalteten Sondervermögen von 1,7 Mrd. Euro auf fast 8 Mrd. Euro steigern. In diesem Zeitraum stieg die Anzahl der aufgelegten Fonds von sechs auf siebzehn. Der Immobilienbestand wuchs dagegen vergleichsweise mäßig von 235 auf 374 Objekte. Darin spiegelt sich die Unternehmensstrategie wider, das Engagement auf hochwertige Top-Immobilien zu konzentrieren. Die Investitionen erfolgen konservativ und sind auf Langfristigkeit ausgelegt. Im Oktober 2013 hatte man 2.400 bis 2.500 Anleger.

## Immobilien

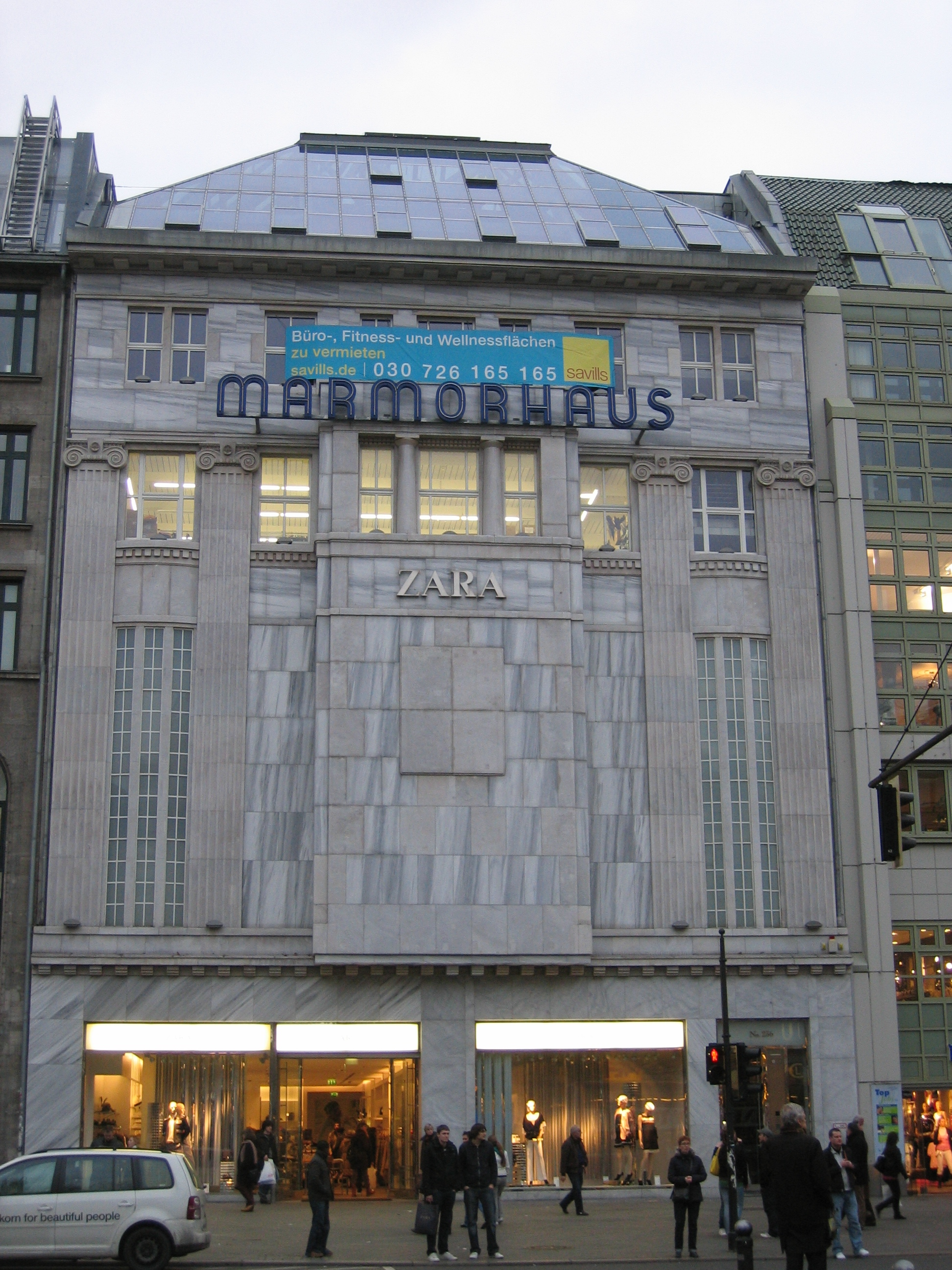
Marmorhaus

Immobilien in gewachsener innerstädtischer Einzelhandelslage sowie Sozialimmobilien (z. B. Altenpflegeheime, barrierefreies Wohnen im Alter) und urbane Wohnimmobilien (gefördert/mietpreisgebunden sowie freifinanziert) sind in Deutschland Schwerpunkt der Anlage. Auch werden Einzelhandelsimmobilien in der Schweiz, Österreich, Dänemark und den Niederlanden erworben und verwaltet.
Die Liegenschaften werden grundsätzlich für den dauerhaften Bestand erworben. Der Immobilienbestand umfasste 2023 rund 385 Objekte, überwiegend in den 1a-Einzelhandelslagen in den Zentren deutscher Großstädte. Zu den bekannten Immobilien im Bestand zählen unteren anderem das Marmorhaus in Berlin oder das Anger 1 in Erfurt.
Die Warenhaus-Sanierung im Jahr 2020 von Galeria Karstadt Kaufhof traf mit der Vermietung von vier Häusern an Galeria Karstadt Kaufhof und zwei Häusern an die Sport-Linie der Galeria-Gruppe auch die Aachener Grundvermögen, denn auch Mietreduzierungen haben Schließungen nicht abwenden konnten. Der Standort in Bonn wurde im Zuge der Galeria-Insolvenz 2022 geschlossen. In den anschließenden Um- und Ausbau hat Aachener Grundvermögen etwa so viel investiert, wie die Immobilie bei Ankauf gekostet hatte. Das waren damals 26,5 Millionen Euro. Als Nach- und Ankermieter übernahm Peek & Cloppenburg die Immobilie vom Erdgeschoss bis ins zweite Obergeschoss und eröffnete am 30. Juni 2023 den neuen Flagship-Store. Für das dritte und fünfte Obergeschoss wurde die BonnLive GmbH als Mieter gewonnen; die Räume sollen künftig als Konzert- und Veranstaltungssäle genutzt werden. Die Übergabe soll bei planmäßiger Entwicklung Ende 2025 erfolgen. Die künftige Nutzung der vierten Etage ist noch offen. Neben dieser Immobilie besitzt Aachener Grundvermögen 12 weitere in der Fußgängerzone. Das Unternehmen investiert 2024 nur noch in rund 25 weiteren Städten in Deutschland und hatte im Zusammenhang mit der Corona-Pandemie die Mieten gesenkt.
Anfang Januar 2020 hat die Aachener Grundvermögen das Projekt „Schloss Residenz Ahrensburg“ der Terragon AG erworben und einen Mietvertrag mit einer Laufzeit von 25 Jahren abschließen können.
Zum 31. März 2023 verwaltete die Gesellschaft in 18 dafür aufgelegten Immobilienfonds (3 Publikums-Fonds und 15 Spezial-Fonds) ein Fondsvolumen von 7,3 Milliarden Euro; das Stammkapital beträgt 10 Mio. Euro. Ende 2020 belief sich das Fondsvolumen auf rund 7,1 Mrd. Euro, der Immobilienstand auf 401 Objekte.

## Eigentumsverhältnisse / Beteiligungen
Die Aachener Grundvermögen verwaltet als Treuhänder 18 Immobilien-Sondervermögen. Die Sondervermögen (7,3 Mrd. €) und das Vermögen der Aachener Grundvermögen (Bilanzsumme 31,4 Mio. €) sind streng voneinander getrennt. Die Aachener Grundvermögen gehört über eine Schachtelbeteiligung zu 100 % der katholischen Kirche. Alleinige Gesellschafterin ist die Aachener Siedlungs- und Wohnungsgesellschaft mbH mit Sitz in Köln.
Deren Gesellschafter sind
- der Erzbischöfliche Stuhl zu Köln (41,5 %),
- der Erzbischöfliche Stuhl zu Paderborn (16 %),
- der Bischöfliche Stuhl zu Trier (13,5 %),
- der Bischöfliche Stuhl zu Münster (10,7 %),
- das Bistum Essen (9,4 %),
- der Bischöfliche Stuhl zu Aachen (8,9 %).

Der Aufsichtsrat der Aachener Grund ist ausschließlich mit Vertretern aus den Finanzverwaltungen deutscher Bistümer, der Orden und dem kirchlichen Bankensektor besetzt.
Zur Verfolgung der Digitalstrategie der Aachener Grundvermögen wurde das Tochterunternehmen AC + X Strategic Investment 2017 gegründet. Die Aachener Grundvermögen verfolgt mit diesem Vorhaben Ziele wie Arbeitsprozesse verbessern, Unterstützung von Vermarktungsprozess, Dynamisierung des Unternehmens und Stärkung der Urbanen Stadt. Mit dem Mission-Statement „Urban City Lab“ wird das Ziel formuliert, an digitalen Lösungen mitzuarbeiten, die die Urbanität von Innenstädten fördern.
Eine 100% Tochter der AC+X ist das 2018 gegründete Unternehmen hystreet.com. Gründungsgedanke der Aachener Grundvermögen für hystreet.com war Passantenfrequenzen für alle Marktakteure online (Datenschutzkonform in Echtzeit) zugänglich zu machen. hystreet.com liefert mit seinen Lasermessungen rund um die Uhr verlässliche Zahlen mit 99%iger Genauigkeit und war laut einem Bericht der Stuttgarter Nachrichten von 2018 mit rund 270 Standorten in deutschen Fußgängerzonen und im benachbarten europäischen Ausland Marktführer im Bereich der digitalen Passantenfrequenzmessung.

## Eigentumsbeispiele
- Berlin, Marmorhaus: Die Immobilie wurde im Juli 2010 für über 40 Mio. Euro von der Aachener Grundvermögen Kapitalanlagegesellschaft erworben. Zuvor befand sich das Marmorhaus im Eigentum einer irischen Investmentgesellschaft.
- Bonn, Karstadt/Peek & Cloppenburg (P&C): Die Aachener Grund hat das Karstadt-Gebäude an der Poststraße für 26,5 Millionen Euro gekauft und für P&C sowie weitere Mieter (siehe oben) für etwa denselben Betrag umgebaut. Vorbesitzer war das Highstreet-Konsortium, das vor Jahren bundesweit die Karstadt-Immobilien übernommen hatte.[17] Weitere Objekte in der Bonner City: Teile der „SinnLeffers“-Immobilie (Remigiusstr. 13, 18,8 Mio. €), Tchibo (Remigiusstr. 3, 2,8 Mio. €), Starbucks (Münsterplatz 21, 3,65 Mio. €), das Schuhhaus Köchling/Leiser (Fürstenstraße 5, 16,7 Mio. €), die WMF-Filiale (Remigiusstraße 10, 5,9 Mio. €), sieben Häuser an der Sternstraße (ca. 16,6 Mio. €) und Am Hof 28 (6,48 Mio. €).[18][19]
- Dortmund, Westenhellweg 52: Das fünfstöckige Objekt in Ia-Lage der Dortmunder Fußgängerzone mit rund 3.700 m² wurde 2004 von der Deka erworben. Die Flächen waren gemietet von Benetton, Colosseum und O2, einer Praxis für Physiotherapie und Büromietern. Der Preis soll bei knapp 25 Mio. Euro gelegen haben.[20]
- Augsburg, Moritzplatz 7: Die Liegenschaft mit knapp 8.200 m² Mietfläche wurde von Tetris-Grundbesitz 2012 erworben. Hauptmieter sind die Parfümeriekette Douglas und der Textilanbieter Wöhrl.[21] Sie ist seit 2022 nicht mehr im Bestand der Aachener Grundvermögen.
- Hildesheim, Hoher Weg 29–31: Das ehemalige Peek & Cloppenburg-Haus in der Hildesheimer Fußgängerzone wurde 2012 erworben. Dort ist seit drei Jahren u. a. H&M in Miete.
- Münster: Die Aachener Grund übernimmt die Münster-Arkaden mit rund 23.600 m² Verkaufsfläche auf 10.000 m² Grundfläche vom portugiesischen Shopping-Experten Sonae Sierra mit Wirkung ab dem 1. Januar 2013 für angeblich knapp 200 Millionen Euro.[22] Anleger in diesem Fall sei jedoch ein deutsches Versicherungsunternehmen.[23]
- Ulm: Am 14. Juli 2016 berichtete die Südwest Presse, dass die Aachener Grund 2019 die Sedelhöfe vom Investor DC Values übernehmen wird.[24] Der Kaufvertrag wurde jedoch 2022 wieder aufgelöst.